# Canton d'Auchel
Le canton d'Auchel est une circonscription électorale française située dans le département du Pas-de-Calais et la région Hauts-de-France.
À la suite du redécoupage cantonal de 2014, les limites territoriales du canton sont remaniées. Le nombre de communes du canton passe de 10 à 9.

## Géographie

Le canton d'Auchel dans l'arrondissement de Béthune

Ce canton est organisé autour d'Auchel dans l'arrondissement de Béthune. Son altitude varie de 26 m (Ecquedecques) à 157 m (Auchel) pour une altitude moyenne de 76 m. Il regroupe l'ensemble des villages autour de la commune d'Auchel, c'est-à-dire l'extrême ouest du bassin minier.

## Histoire
Le canton d'Auchel est créé en 1983 par division du canton de Norrent-Fontes en deux, pour des raisons pratiques. Les habitants d'Auchel et des villages alentour étant obligés de parcourir plusieurs kilomètres pour gagner le chef-lieu. Jean-Luc Bécart, alors Sénateur-Maire PCF de la commune d'Auchel, en devint le premier conseiller général.
Avec le redécoupage administratif de 2014, le territoire du canton s'affranchit des limites d'arrondissements. L'arrondissement d'Arras est composé de la commune de Diéval, et l'arrondissement de Béthune des 8 autres : Auchel, Calonne-Ricouart, Camblain-Châtelain, Cauchy-à-la-Tour, Divion, Lozinghem, Marles-les-Mines et Ourton. Le bureau centralisateur est situé à Auchel.

## Représentation

### Représentation avant 2015
| Période | Période | Identité        | Étiquette | Qualité                                                              |
| ------- | ------- | --------------- | --------- | -------------------------------------------------------------------- |
| 1985    | 2001    | Jean-Luc Bécart | PCF       | Conseiller technique Sénateur (1984-2001) Maire d'Auchel (1977-1995) |
| 2001    | 2008    | Richard Jarrett | DVD       | Médecin généraliste Maire d'Auchel (2001-2020)                       |
| 2008    | 2015    | René Hocq       | PCF       | Retraité Maire de Burbure depuis 1989                                |

### Historique des résultats
1994:  
| Candidats | Candidats        | Étiquette | Premier tour | Premier tour | Second tour | Second tour |
| Candidats | Candidats        | Étiquette | Voix         | %            | Voix        | %           |
| --------- | ---------------- | --------- | ------------ | ------------ | ----------- | ----------- |
|           | Jean-Luc Bécart* | PCF       | 5 046        | 43,62%       | 6 057       | 55,97%      |
|           | Raymond BRANLY   | UDF       | 2985         | 25,8%        | 4 764       | 44,03%      |
|           | Jules YVAIN      | FN        | 803          | 06,94%       |             |             |
|           | Pierre VENEL     | PS        | 2039         | 17,63%       |             |             |
|           | Richard PETIT    | Verts     | 695          | 6,01%        |             |             |
|           |                  |           |              |              |             |             |

*sortant

### Représentation à partir de 2015
| Période élective | Période élective | Mandat | Mandat       | Identité        | Nuance | Nuance | Qualité |
| ---------------- | ---------------- | ------ | ------------ | --------------- | ------ | ------ | --- |
| 2015             | 2021             | 2015   | 2021         | Ludovic Guyot   |        | PCF    | Employé Maire de Calonne-Ricouart (2014-2017) Conseiller municipal de Calonne-Ricouart (2017-2020) Président du groupe PCF au conseil départemental                        |
| 2015             | 2021             | 2015   | 2020 (décès) | Danièle Seux    |        | PCF    | Maire de Divion (2005-2014) Conseillère municipale de Divion (2014-2020) Douzième Vice-présidente du conseil départemental : bâtiments départementaux, égalité homme-femme |
| 2015             | 2021             | 2020   | en cours     | Michèle Jacquet |        | DVG    | Commerçante Conseillère municipale d'Auchel |
| 2021             | 2028             | 2021   | en cours     | Ludovic Idziak  |        | PS     | Animateur militant de l'éducation populaire Maire de Calonne-Ricouart (depuis 2017)                                                                                        |
| 2021             | 2028             | 2021   | en cours     | Michèle Jacquet |        | PCF    | Conseillère sortante |

### Résultats détaillés

#### Élections de mars 2015
À l'issue du 1er tour des élections départementales de 2015, deux binômes sont en ballottage : Séverine Helie et Bruno Roux (FN, 36,06 %) et Ludovic Guyot et Danièle Seux (FG, 22,48 %). Le taux de participation est de 47,32 % (12 915 votants sur 27 292 inscrits) contre 51,81 % au niveau départemental et 50,17 % au niveau national.
Au second tour, Ludovic Guyot et Danièle Seux (FG) sont élus avec 51,83 % des suffrages exprimés et un taux de participation de 45,24 % (5 861 voix pour 12 347 votants et 27 292 inscrits).

#### Élections de juin 2021
Le premier tour des élections départementales de 2021 est marqué par un très faible taux de participation (33,26 % au niveau national). Dans le canton d'Auchel, ce taux de participation est de 30,34 % (8 006 votants sur 26 387 inscrits) contre 35,19 % au niveau départemental. À l'issue de ce premier tour, deux binômes sont en ballottage : Ludovic Idziak et Michèle Jacquet (DVG, 47,49 %) et Thérèse Delassus et Jérôme Leroy (RN, 40,55 %).
Le second tour des élections est marqué une nouvelle fois par une abstention massive équivalente au premier tour. Les taux de participation sont de 34,36 % au niveau national, 34,96 % dans le département et 30,4 % dans le canton d'Auchel. Ludovic Idziak et Michèle Jacquet (DVG) sont élus avec 57,46 % des suffrages exprimés (4 407 voix pour 8 024 votants et 26 399 inscrits),,. 

## Composition

### Composition avant 2015
Le canton d'Auchel groupait 10 communes.
| Nom                | Code Insee | Codepostal | Superficie (km2) | Population (dernière pop. légale) | Densité (hab./km2) |
| ------------------ | ---------- | ---------- | ---------------- | --------------------------------- | ------------------ |
| Auchel (chef-lieu) | 62048      | 62260      | 6,00             | 10 991 (2012)                     | 1 832              |
| Ames               | 62028      | 62190      | 3,51             | 653 (2012)                        | 186                |
| Amettes            | 62029      | 62260      | 6,82             | 504 (2012)                        | 74                 |
| Burbure            | 62188      | 62151      | 5,53             | 3 036 (2012)                      | 549                |
| Cauchy-à-la-Tour   | 62217      | 62260      | 3,13             | 2 935 (2012)                      | 938                |
| Ecquedecques       | 62286      | 62190      | 2,63             | 491 (2012)                        | 187                |
| Ferfay             | 62328      | 62260      | 3,89             | 931 (2012)                        | 239                |
| Lespesses          | 62500      | 62190      | 3,09             | 407 (2012)                        | 132                |
| Lières             | 62508      | 62190      | 3,24             | 378 (2012)                        | 117                |
| Lozinghem          | 62532      | 62540      | 2,15             | 1 264 (2012)                      | 588                |

### Composition depuis 2015
Le nouveau canton d'Auchel comprend désormais 9 communes entières.
| Nom                            | Code Insee | Intercommunalité                       | Superficie (km2) | Population (dernière pop. légale) | Densité (hab./km2) | Modifier                                    |
| ------------------------------ | ---------- | -------------------------------------- | ---------------- | --------------------------------- | ------------------ | ------------------------------------------- |
| Auchel (bureau centralisateur) | 62048      | CA de Béthune-Bruay, Artois-Lys Romane | 6,00             | 10 124 (2022)                     | 1 687              | modifier les données · modifier les données |
| Calonne-Ricouart               | 62194      | CA de Béthune-Bruay, Artois-Lys Romane | 4,61             | 5 416 (2022)                      | 1 175              | modifier les données · modifier les données |
| Camblain-Châtelain             | 62197      | CA de Béthune-Bruay, Artois-Lys Romane | 10,04            | 1 766 (2022)                      | 176                | modifier les données · modifier les données |
| Cauchy-à-la-Tour               | 62217      | CA de Béthune-Bruay, Artois-Lys Romane | 3,13             | 2 645 (2022)                      | 845                | modifier les données · modifier les données |
| Diéval                         | 62269      | CA de Béthune-Bruay, Artois-Lys Romane | 12,00            | 715 (2022)                        | 60                 | modifier les données · modifier les données |
| Divion                         | 62270      | CA de Béthune-Bruay, Artois-Lys Romane | 10,96            | 6 830 (2022)                      | 623                | modifier les données · modifier les données |
| Lozinghem                      | 62532      | CA de Béthune-Bruay, Artois-Lys Romane | 2,15             | 1 271 (2022)                      | 591                | modifier les données · modifier les données |
| Marles-les-Mines               | 62555      | CA de Béthune-Bruay, Artois-Lys Romane | 4,55             | 5 437 (2022)                      | 1 195              | modifier les données · modifier les données |
| Ourton                         | 62642      | CA de Béthune-Bruay, Artois-Lys Romane | 5,28             | 724 (2022)                        | 137                | modifier les données · modifier les données |
| Canton d'Auchel                | 6205       |                                        | 58,72            | 34 928 (2022)                     | 595                | modifier les données                        |

## Démographie

### Démographie avant 2015
| 1990   | 1999   | 2006   | 2011   | 2012   |
| ------ | ------ | ------ | ------ | ------ |
| 21 892 | 21 079 | 21 541 | 21 550 | 21 590 |

### Démographie depuis 2015
En 2022, le canton comptait 34 928 habitants, en évolution de −2,63 % par rapport à 2016 (Pas-de-Calais : −0,72 %, France hors Mayotte : +2,11 %).
| 2013   | 2018   | 2022   |
| ------ | ------ | ------ |
| 36 492 | 35 781 | 34 928 |